# Capac Huari
Capac Huari (seconda metà del XV secolo – Cusco, fine del XV secolo) è stato un principe inca.
Si tratta di uno dei figli di Túpac Yupanqui, il decimo sovrano e imperatore del Tahuantinsuyo, l'impero degli Inca, in lingua quechua
È noto soprattutto per aver disputato il potere al fratellastro Huayna Cápac, al momento della successione al trono, in occasione della morte di Tupac Yupanqui.
Capac Huari era figlio di Chiqui Ocllo, una moglie secondaria del monarca, mentre Hayna Capac poteva contare sulla legittimità della propria madre, Mama Ocllo, che era la Coya ufficiale. 
Sembra peraltro che il defunto Tupac Yupanqui avesse cambiato, poco prima di morire, la scelta sul proprio successore ingenerando una pericolosa contesa tra i possibili eredi..
In realtà le cronache spagnole sono assai confuse al riguardo:

Pedro Sarmiento de Gamboa assicura che Tupac Yupanqui aveva dapprima nominato ad erede Capac Huari e, solo in punto di morte, aveva mutato la sua decisione a favore di Huayna Capac.

Miguel Cabello Balboa e, con lui Martín de Murúa sostengono invece che, proprio in punto di morte, il sovrano aveva nominato come successore Capac Huari, mentre in precedenza aveva designato Huayna Capac.

Gli altri autori menzionano la contesa, ma sono meno attenti ai particolari sui presupposti delle legittime aspirazioni dei due contendenti.
In ogni caso le panaca, ossia famiglie di riferimento dei due principi, sostenute e chiamate in causa dalle rispettive madri, presero posizione in difesa dei loro congiunti.
Non conosciamo le modalità dell'affrontamento che si svolse all'interno dei palazzi del Cusco, ma conosciamo l'esito della contesa. La panaca di Huayna Capac risultò vincitrice e ottenne il potere per il proprio campione che venne incoronato Qhapaq Inca, ovvero Inca supremo.
La vittoria non fu peraltro assoluta, ma comportò un certo compromesso a cui non furono estranee le altre famiglie imperiali.
Huayna Capac, con la scusa della minore età, venne posto sotto la tutela di due eminenti personaggi. Uno di essi era uno zio del giovane sovrano, di nome Huallpaya, della panaca di Viracocha Inca, l'altro, Apoc Acache era un altro zio di Huayna Capac, probabilmente per parte di madre.
Capac Huari non venne eliminato come ci si sarebbe atteso conoscendo le abitudini degli Inca in occasioni similari. Venne semplicemente trasferito a Chinchero, una località prossima del Cuzco dove l'Inca Tupac Yupanqui aveva costruito un sontuoso palazzo, in cui gli fu permesso di abitare.
Il suo castigo consistette nell'obbligo, per il resto della sua vita, di non rientrare, per qualunque motivo, nella capitale.
Le uniche vittime della contesa furono due dame, la madre di Capac Huari e una sua congiunta, Curi Ocllo che, per essersi adoperate per rivendicare i suoi diritti vennero giustiziate. L'accusa fu quella di aver avvelenato Tupac Yupanqui e di aver cospirato contro la stabilità dell'impero.
Diverse indagini storiche sono state effettuate per determinare quali panaca sostennero, in questa occasione, la lotta per il potere. Particolarmente penetrante ed accurata è quella condotta da Mariusz Ziolkowski (La guerra de los Wawqui) che ritiene di aver identificato nell'Hatun ayllu e nel Cápac ayllu  le famiglie capofila della contesa.
Per l'eminente ricercatore l'Hatun ayllo si schierò a favore di Huayna Capac in difesa della di lui madre, Mama Ocllo, che apparteneva a quella famiglia. I diritti di Capac Huari sarebbero invece stati rivendicati dal Capac ayllo o da una parte di questa grande famiglia  a cui sarebbe appartenuta  Chiqui Ocllo. Le altre grandi famiglie avrebbero preso parte per l'uno o l'altro dei contendenti secondo le alleanze politiche che intrattenevano.